# Puerta del Atlántico
La Puerta del Atlántico (Porta do Atlántico en gallego) es un monumento obra del artista puenteareano Silverio Rivas de 1990 situado en el barrio de las Traviesas de la ciudad de Vigo.
Se compone de tres elementos que proceden de un mismo bloque de granito de las canteras de  Porriño. Las piezas fueron diseñadas, cortadas y tratadas en una cantera de Porriño. La parte principal es más reconocible es una gran puerta de 14 metros de altura y 427 toneladas que se encuentra en un gran hueco circular en el medio de la plaza de América, por encima de un paso subterráneo que comunica las avenidas de Castelao, López Mora y Gran Vía. Dispone de una gran fuente con chorros de agua centrales. A comienzos del siglo XXI se instalaron en la fuente algunos grupos de flores para que no fuese tan fría la imagen de la obra. La puerta consta de dos puertas y un gran dintel. Que representan Europa y las Américas.
La segunda parte es un bloque situado en el comienzo de la Gran Vía cuya forma representa un arado, y la última un bloque cuneiforme al principio de la avenida de Castelao.
Anteriormente en el centro de la plaza solo había un farol con varios brazos. La instalación de la obra se llevó a cabo en 1990, cuando se construyó el paso inferior para liberar el tráfico de las Traviesas.

## Significado
Se trata de un homenaje a los emigrantes gallegos que salieron de Vigo para las Américas en buques durante los siglos XIX y XX, por eso la misma ciudad es denominada la puerta del Atlántico. Hoy es uno de los monumentos más conocidos de la ciudad. Es un buen ejemplo de sencillez del concepto y de la plasticidad tallado directamente en granito.

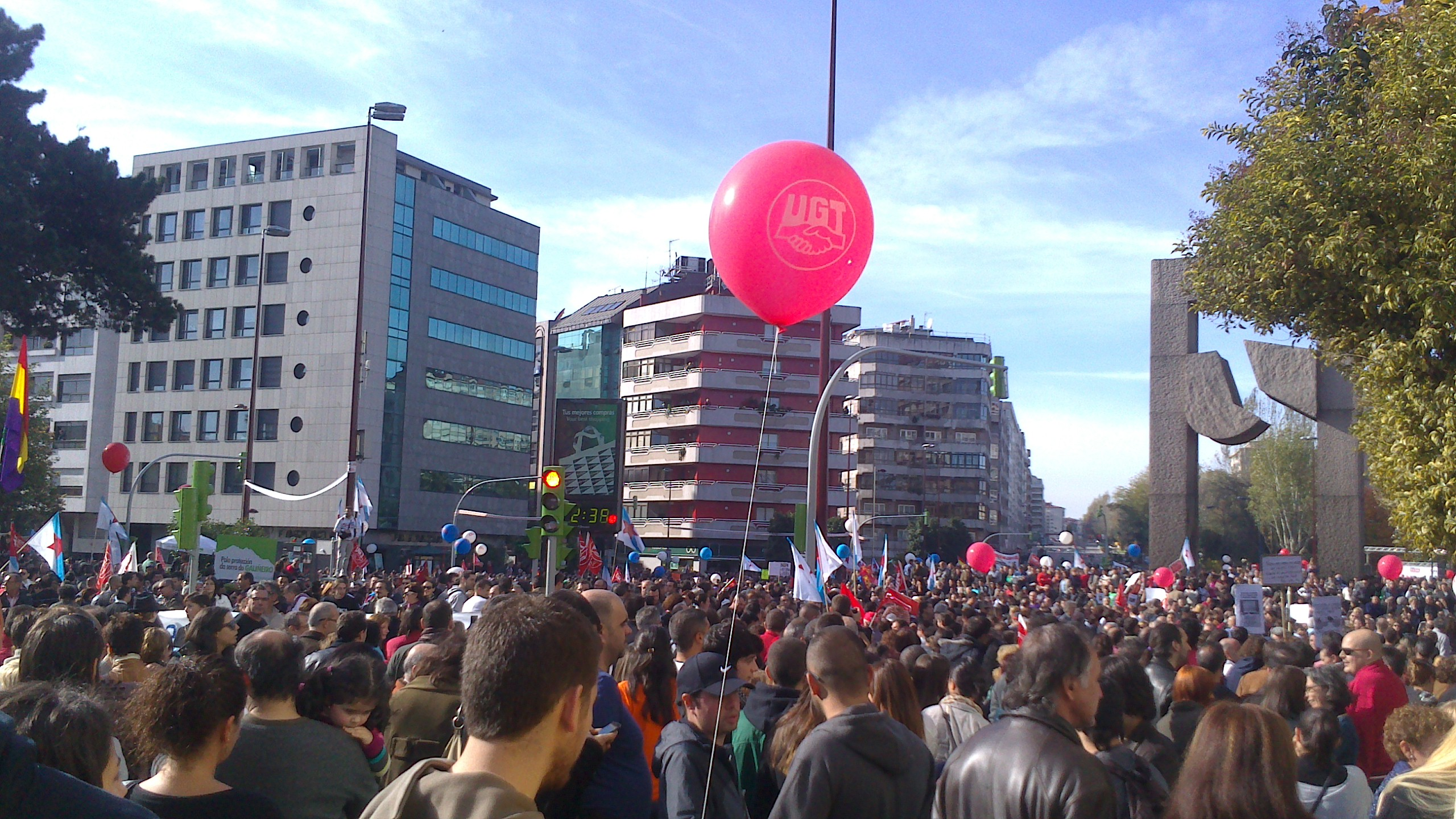
Huelga general del 14 de noviembre de 2012 en la Plaza de América, con el monumento al fondo.

## Remodelación de la Plaza de América

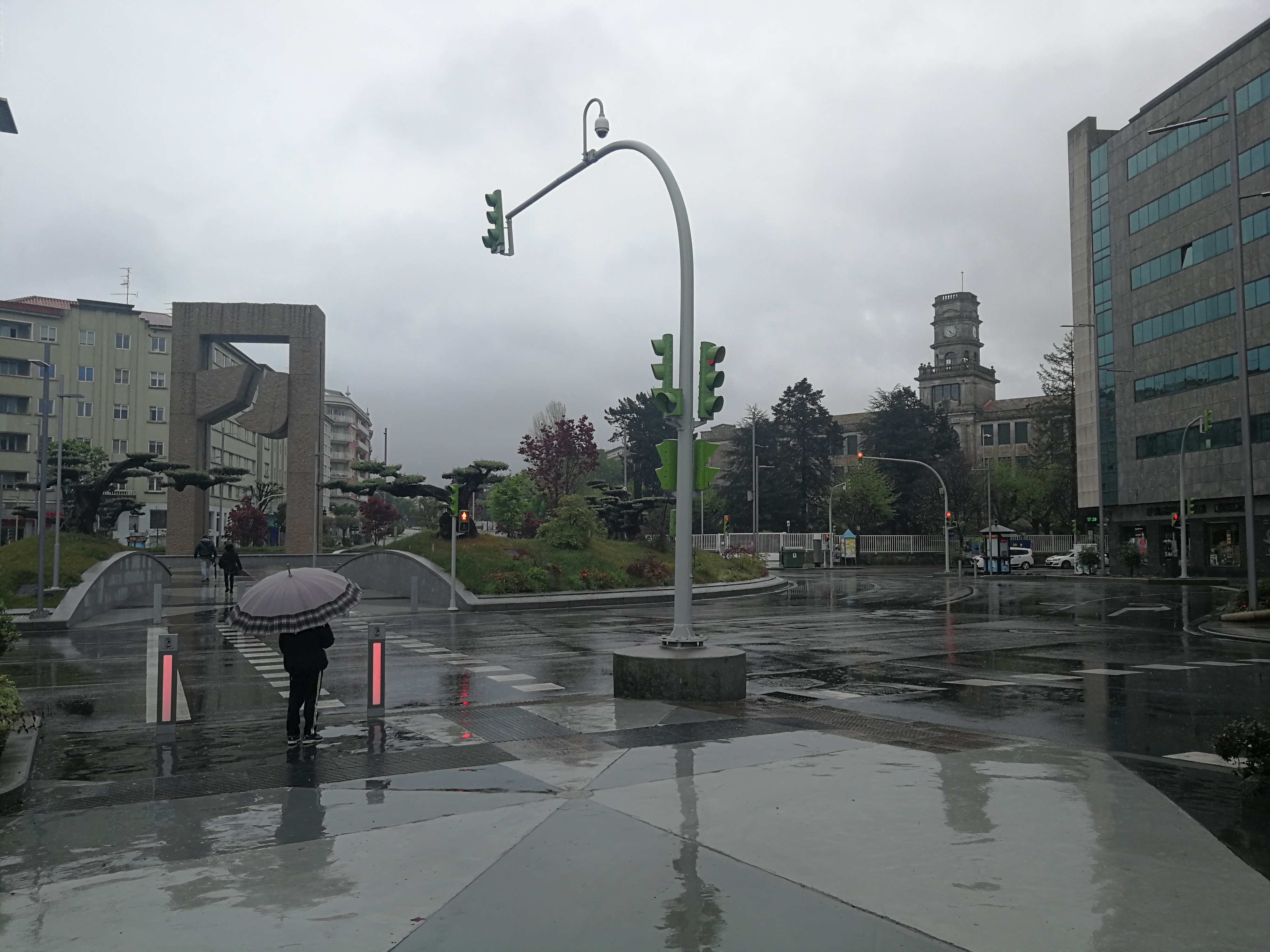
La Plaza de América tras la remodelación con La Puerta del Atlántico enfrente mientras llueve y un transeúnte espera a cruzar la calle.

En 2018, el Concello de Vigo presentó la que sería la nueva cara de la Plaza de América, que convertiría en peatonal la zona que rodea a la Puerta del Atlántico, acercando así su visión a los peatones, acostumbrados a ver la Puerta del Atlántico desde lejos o en sus vehículos.
El Concello invirtió 1,2 millones de euros en la remodelación. Pese al cambio, la Puerta del Atlántico no se movió. La nueva plaza se abrió al público en mayo de 2019.

## Celebraciones del Celta y otros eventos
En la Plaza de América se celebran importantes actos. Los alrededores de la Puerta del Atlántico es la fuente escogida por la afición del Real Club Celta de Vigo para celebrar las vitorias de su equipo, en la misma plaza también se instala una gran verbena al aire libre en la Nochevieja.